# Neoprenová kombinéza

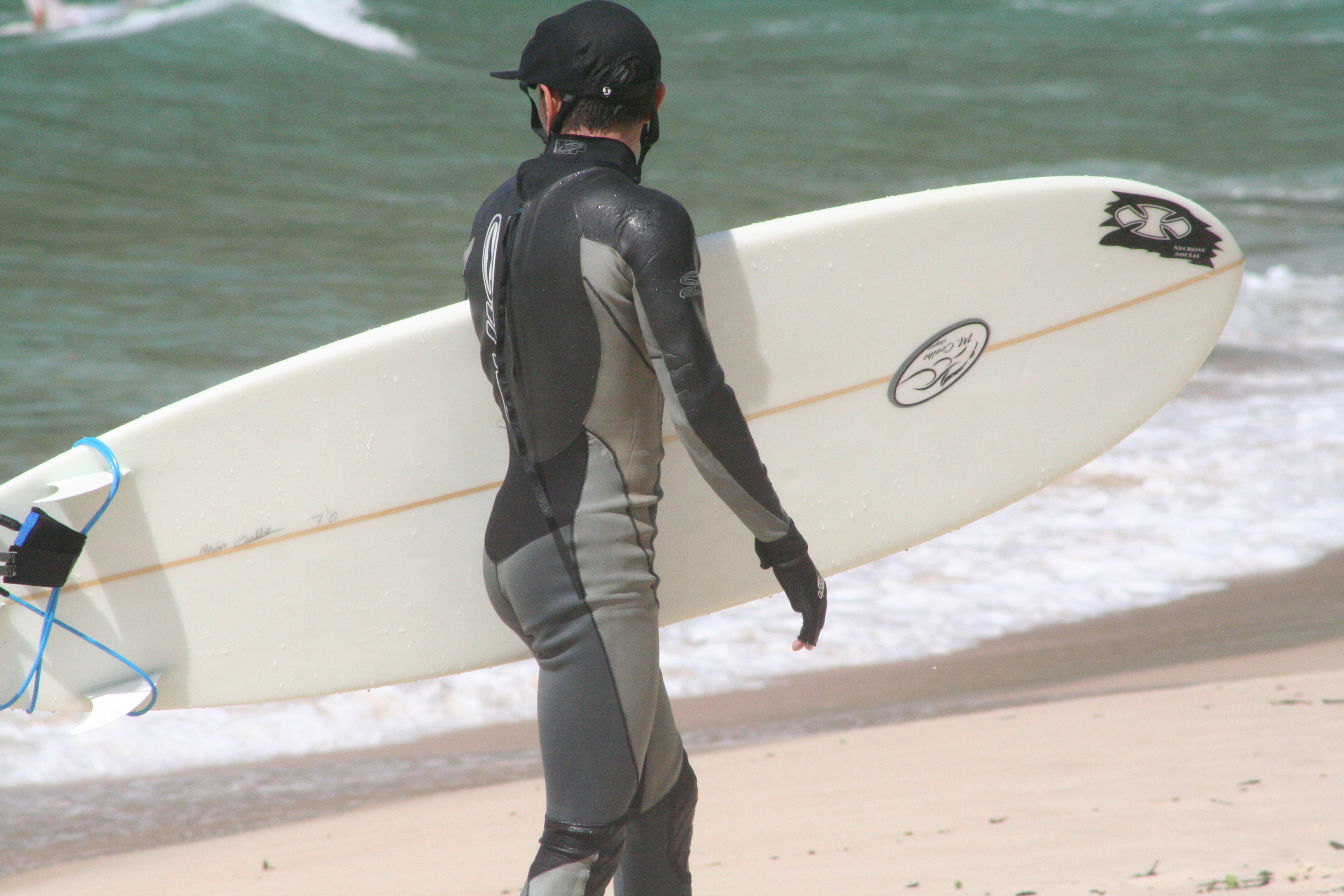
Surfař na pláži

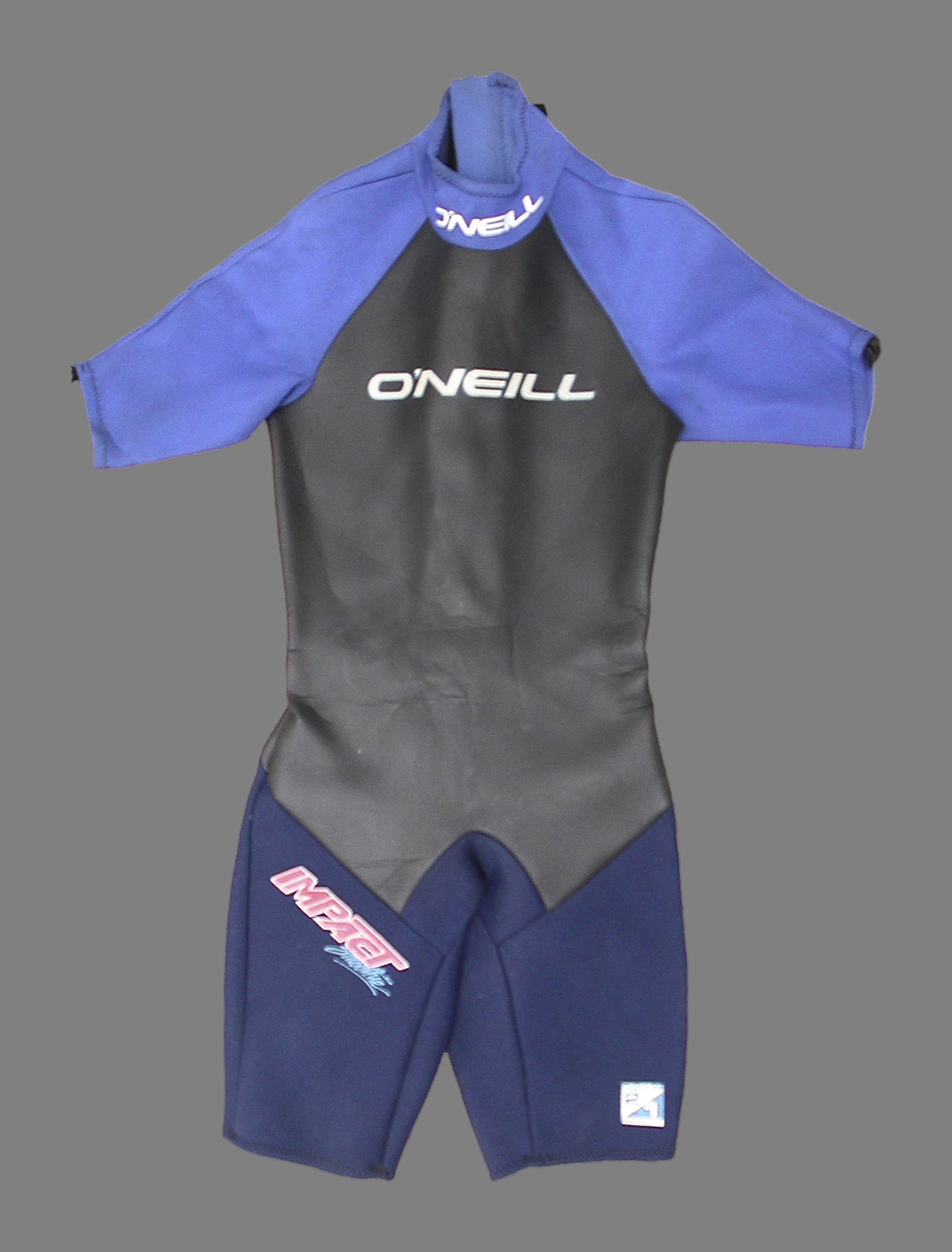
Kombinéza s krátkými rukávy – monošort

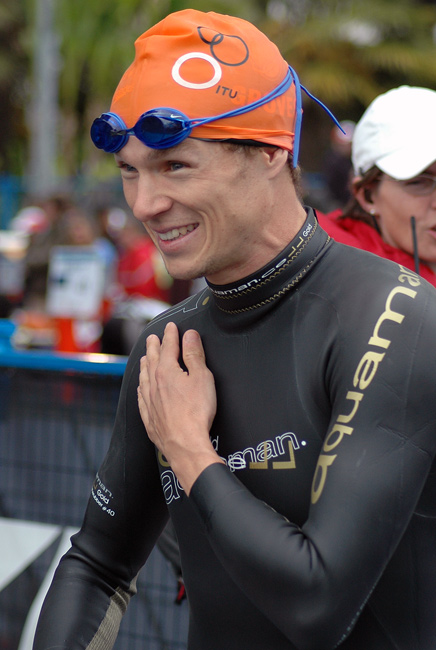
Triatlonista v neoprenové kombinéze

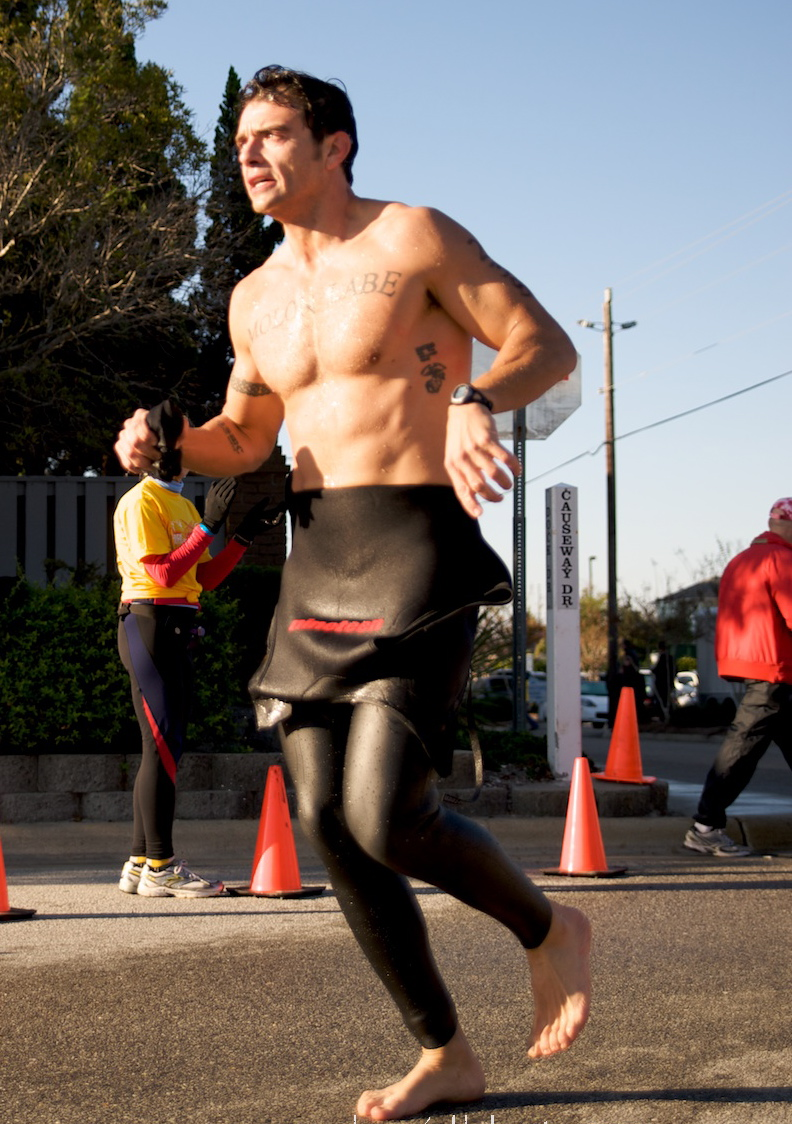
Triatlonista napůl v kombinéze

Neoprenová kombinéza chrání surfaře a další vyznavače vodních sportů před prochladnutím a slunečním zářením. Protože voda spolu s větrem odebírají tělu sportovce teplo odpařováním, má smysl se chránit neoprenovou kombinézou před prochladnutím i při teplotách nad 20 stupňů Celsia. Ochrana před sluncem je také významná, kombinézy se užívají při vodních sportech provozovaných na hladině vody, kdy celé tělo nebo jeho významná část je vystavena přímému slunečnímu záření.

## Konstrukce a použitý materiál
Neoprenové kombinézy pro surfaře se zhotovují z tenkého chloroprenového kaučuku, běžně známého jako neopren. Termoizolační vlastnosti jsou dány jeho pěnovou strukturou (bublinkami vzduchu uvnitř materiálu). Pro snazší oblékání a větší komfort bývá neopren především na vnitřní straně pokrytý froté nebo lycrovou tkaninou. Tento typ obleků se obléká přímo na holé tělo, pod oblek se oblékají jen sportovní plavky. Střihově je velmi rozšířená kombinéza s krátkými nohavicemi a krátkými rukávy, případně bez rukávů. Označuje se jako monošort nebo shorty. Dostupné jsou i krátké kalhoty nad kolena, případně dámské jednodílné plavky. Kombinézy s dlouhým rukávem a nohavicemi dlouhými až ke kotníkům jsou také dostupné. Používané tloušťky materiálu jsou od 2,5 mm do 6 mm.

## Oblasti využití
Tyto tenké neoprenové obleky jsou rozšířené mezi surfaři, vodními lyžaři a řidiči vodních skútrů. Kombinézy s dlouhými rukávy i nohavicemi se užívají při triatlonu a dálkovém plavání. Šortky a jednodílné plavky se používají při aquaerobiku. Tyto obleky jsou přednostně jednodílné, nemají integrovanou kuklu, velmi často jsou v pestrých barvách a zip pro usnadnění oblékání je většinou na zádech. Aby se sportovec mohl obléknout bez cizí pomoci, je úchytka zipu nastavena šňůrkou. Těmito charakteristikami se tenké neoprenové kombinézy odlišují od potápěčských obleků, přesněji řečeno od jejich variant určených pro potápění v tropických vodách.

## Princip fungování
Je stejný jako u tropických (mokrých) potápěčských obleků. Samotný materiál kombinézy je vodonepropustný, ale konstrukce kombinézy (lemy, zip) dovoluje proniknout malému množství vody mezi oblek a kůži sportovce. Čím přesněji oblek sedí na těle, tím tenčí je vrstvička vody. Tím méně voda cirkuluje a ochlazuje tělo. Tenká, minimálně cirkulující vrstva vody se snadno zahřeje na teplotu těla.